# Балка Лозоватка (притока Громоклії)
Балка Лозоватка — балка (річка) в Україні у Баштанському районі Миколаївської області. Ліва притока річки Громоклії (басейн Південного Бугу).

## Опис
Довжина балки приблизно 12,57 км, найкоротша відстань між витоком і гирлом — 10,54 км, коефіцієнт звивистості річки — 1,19. Формується декількома струмками та загатами. На деяких ділянках балка пересихає.

## Розташування
Бере початок на південно-західній стороні від села Привільне. Тече переважно на південний захід понад селом Зелений Гай і впадає в річку Громоклію, праву притоку річки Інгулу.

## Цікаві факти
- У XX столітті на балці існували газгольдери[2].